# بمب هیدروژنی

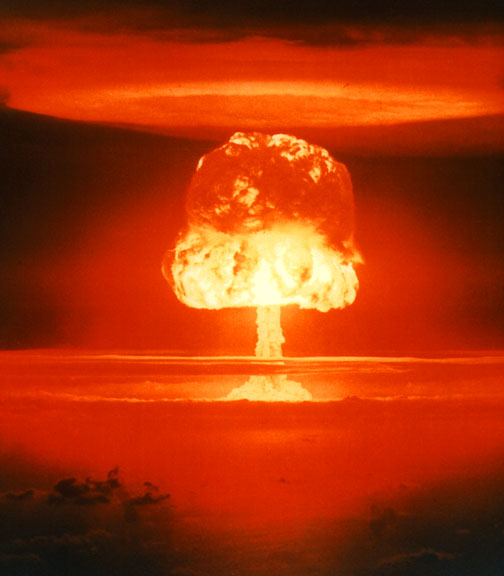
انفجار بمب هیدروژنی رومئو در ۱۵ آوریل ۱۹۵۴ در نزدیکی جزیره بیکینی در خلال عملیات قلعه

بمب هیدروژنی یا سلاح گرماهسته‌ای نوعی بمب هسته‌ای است که انرژی آن ابتدا از طریق فرایند شکافت هسته‌ای تأمین می‌شود و گرما و فشار حاصله از این انفجار باعث شروع فرایند همجوشی هسته‌ای می‌شود. به همین دلیل بمب‌های گرماهسته‌ای انرژی بسیار بیشتری از بمب‌های هسته‌ای تک‌مرحله‌ای آزاد می‌کنند. این بمب‌ها از آن رو به «بمب هیدروژنی» معروف شده‌اند که فرایند همجوشی هسته‌ای با استفاده از هیدروژن انجام می‌شود.
نخستین آزمایش این نوع بمب در سال ۱۹۵۲ توسط ایالات متحده آمریکا انجام شد. یک سال بعد اتحاد جماهیر شوروی نیز این بمب را ساخت و در سال‌های بعد بریتانیا، فرانسه و چین نیز به تولید و آزمایش آن اقدام کردند. امروزه تقریباً تمام بمب‌های هسته‌ای این پنج کشور که در حالت عملیاتی و فعال قرار دارد از این نوع است.

## سازوکار
در این نوع بمب، با ایجاد یک انفجار اورانیومی یا پلوتونیومی، دمایی معادل چندین میلیون درجه سلسیوس ایجاد می‌شود. ایزوتوپ‌های هیدروژنی که در بمب به کار رفته‌اند، تحت این شرایط با یکدیگر جوش می‌خورند و به هلیم تبدیل می‌شوند و در این همجوشی، انرژی بسیار زیادی را آزاد می‌سازند. بنابراین در این نوع بمب، ترکیبی از شکاف هسته‌ای و همجوشی هسته‌ای به کار رفته‌است. بمب اتمی نسبتاً کوچکی که شهر ژاپنی هیروشیما را نابود کرد، قدرت انفجاری معادل ۲۰۰۰۰ تن تی‌ان‌تی، که یک مادهٔ انفجاری عادی امروزی است، داشت. در مقابل، بزرگترین بمب هیدروژنی‌ای که تاکنون برای آزمایش، منفجر شده، معادل ۵۰ مگاتن تی‌ان‌تی قدرت انفجاری داشته‌است. نام این بمب بمب تزار بود که اتحاد جماهیر شوروی آن را در سال ۱۹۶۱ آزمایش کرد. این قدرت انفجاری ۲۵۰۰ برابر قدرت انفجاری بمب هیروشیما است.

## نحوه انفجار
برای انجام عمل پیوند باید هسته دو اتم به شدت به یکدیگر برخورد نموده، تا با هم پیوند خورده و در هم ذوب شوند. اما دافعه الکترواستاتیکی بین دو هسته، مانع بزرگی در این راه محسوب می‌شود و در فواصل بینهایت نزدیک این دافعه فوق‌العاده زیاد است. بنابراین بایستی به هسته‌ها آنقدر سرعت داد که از این مانع عبور نمایند. می‌دانیم که سرعت ذرات در هر گازی بستگی به درجه حرارت آن گاز دارد. پس کافی است درجه حرارت را آنقدر بالا ببریم تا سرعت لازم برای عبور از این مانع به‌دست آید. درجه حرارت لازم برای این کار چندین میلیون درجه سلسیوس است و چنین حرارتی در کره زمین وجود ندارد. اما اگر یک بمب اتمی در وسط توده‌ای از هسته‌های سبک منفجر شود، حرارت فوق العاده‌ای که از انفجار بمب حاصل می‌شود، حرارت هسته‌های سبک را به قدری بالا می‌برد که پیوند آن‌ها را امکان‌پذیر سازد. این موضوع اساس ساختمان بمب حرارتی و هسته‌ای (ترمونوکلئور) است.
همانطوری که در کبریت عادی برای آتش گرفتن ابتدا گوگرد موجود در آن بر اثر مالش محترق می‌شود و آنگاه باروت را روشن می‌سازد، در بمبهای (حرارتی و هسته‌ای) نیز ابتدا یک بمب اتمی معمولی منفجر می‌شود و در نتیجه انفجار توده‌ای از اجسام سبک را به حرارت فوق‌العاده‌ای می‌رساند، به‌طوری که هسته‌های آن‌ها به هم می‌پیوندند و آنگاه انفجار مهیب‌تری انجام می‌گیرد.
بعد از انفجار یک بمب اتمی معمولی، عمل سرد شدن به سرعت انجام می‌گیرد. بنابراین، باید فعل و انفعالاتی را در نظر گرفت که در آن‌ها عمل پیوند به سرعت انجام گیرد. اگر یک بمب اتمی را در مخلوطی از دوتریوم و تریتیوم محصور کرده و مجموعه را در یک محفظه با مقاومت مکانیکی زیاد قرار دهیم، پس از انفجار بمب هسته‌ای، محیط مساعدی برای یک فعل و انفعال ترمونوکلئور (فعل و انفعال هسته‌ای گرمازا) به‌وجود می‌آید و در اثر آن عمل پیوند هسته‌ها انجام شده و هلیوم به‌وجود می‌آید.
در نتیجه این فعل و انفعال، حدود هفده میلیون الکترون ولت، انرژی آزاد می‌شود. این میزان انرژِی نسبت به واحد وزن ماده قابل انفجار، در حدود چهار برابر انرژی است که از شکسته شدن اورانیوم حاصل می‌شود. به عبارت دیگر در موقع پیوند هسته‌های دوتریم و تریتیوم، انرژی بیشتر بر واحد جرم نسبت به شکافته شدن هسته‌های اورانیوم رها می‌شود. 